# 松岡青蘿
松岡 青蘿（まつおか せいら、元文5年（1740年） - 寛政3年6月17日（1791年7月17日））は、江戸生れの俳人で、のちに加古川に庵を結ぶ。山李坊令茶、幽松庵、三眺庵、栗庵、栗之本などの別号を持つ。本名、松岡鍋五郎。

## 経歴
青蘿は江戸詰め姫路藩士松岡門太夫の三男として生まれ、6歳のとき姫路藩士武沢家の養子となり、成人するまでを江戸で過す。御勘定人として姫路藩に出仕するも、1759年（宝暦9年）20歳のときに身持ち不慎のため姫路に移されるが、1762年（宝暦12年）23歳のとき、再び不行跡をとがめられ姫路藩を追放される。その原因は、賭博とも言われている。
その後、諸国を遍歴、やがて俳諧師として頭角を現す。13歳より俳諧に親しみ、美濃派の神谷玄武坊、のちに高桑闌更などに師事。 播州へもどると1767年（明和4年）加古川に庵（三眺庵、幽松庵）を結び、栗之本と号し俳諧師となった後は、播州の大庄屋を門人に持ち、一門とともに盛んな俳諧活動を行う。京に出て中興諸家の三浦樗良・加藤暁台・高井几董らと親交。1768年（明和5年）には、加古川の善証寺にて剃髪する。29歳、芭蕉忌の日であった。
俳号である青蘿は、その際に東州和尚から授けられたものであり、「けふよりは　頭巾の恩も　知る身かな」の歌を読んでいる。名声は次第に高まり、播州一円から多くの門人が集まるようになる。1790年（寛政2年）には二条家に召され、二条家俳諧宗匠の職服を授けられた。また、明石に蛸壺塚、淡路島に扇塚を建てるなど、芭蕉顕彰に尽力した。明石の柿本神社前の蛸壺塚の句碑には芭蕉の句、「蛸壺や　はかなき夢を　夏の月」が刻まれている。
52歳で加古川で没し、光念寺に葬られた。
中村真一郎は著書、『俳句の楽しみ』（新潮文庫）で「大学時代のある年末に私は突然に彼（引用注：青蘿）を発見し、江戸俳人中の最大のサンボリストであると認めていた」と述べている。

## 作品
- 春立つや梢の雪にひかりさす
- はな散りて三日月高し嵐山
- 不二は白雲桜に駒の歩みかな
- くちなしの淋しう咲けり水の上
- みじか夜や蚕飼ふ家の窓明り
- 蘭の香は薄雪の月の匂ひかな
- 空蝉を見るにも星の別れかな
- 角あげて牛人を見る夏野かな
- すずしさや惣身わするる水の音
- 二夜三夜寐覚とはるゝ時雨かな
- やるかたのなきに見て泣須磨の月
- ながむれば海また海や秋の暮れ
- 秋近し露に溢るゝつゆの月
- 幾行も雁過る夜となりにけり
- 舟ばたや　履ぬぎ捨つる　水の月
- 三日月に行先暮るゝ枯野哉
- 荒海に人魚浮けり寒の月
- 年々や年の麓のあすならふ